# Аметов, Ильми Ганиевич
Ильми́ Гани́евич Аме́тов (крымскотат. İlmi Ğani oğlu Ametov, Ильми Гъани огълу Аметов, «Ильми Амет Байрач», 1947 — 16 августа 2011) — советский и крымскотатарский скульптор, деятель крымскотатарского национального движения с 1960-х годов.

## Биография
Ильми Аметов родился в 1947 году в Узбекистане, в г. Катта-Курган Самаркандской области в семье Анифе Осман и Гане Амета (крымскотат. Гъани Амет), депортированных из Судака. Происходил из рода Эмир-Али Сеит-Мамут-оглу, двух сыновей, племянника и зятя которого в 1866 году обвинили в убийстве игумена Парфения и в 1868 году казнили в г. Кефе (ныне — Феодосия), см. Таракташская трагедия.
В 1966 году поступил в политехнический институт г. Навои, но в 1968 году после многочисленных предупреждений от деканата был отчислен за участие в национальном движении крымских татар. В том же году Аметов с семьёй вернулся в Крым, а впоследствии поселился в г. Крымск Краснодарского края.
В 1967 года Ильми отправился в Москву, где познакомился с диссидентами Петром Якиром, Владимиром Буковским и Мустафой Джемилевым.
18 мая 1969 на встрече активистов в Нижнебаканской познакомился с будущей женой Фатьмой, педагогом по образованию.
Доставлял документы национального движения в Москву и регионы СССР для переправки за границу.
В 1971—1974 учился на факультете художественной обработки камня Бакинского государственного художественного училища, по окончании которого в 1977 году работал в реставрационных мастерских г. Баку, затем вернулся в Краснодарский край.
В 1987 году переехал в Крым, сначала устроился в г. Старый Крым, а затем в Симферополе.
В 1987—1988 собственными силами проводил реставрационные работы на источниках в монастыре Сурб-Хач.
В 2004—2006 годах Аметов совместно с Ассоциацией крымскотатарских работников образования «Маарифчи» воплотил ряд проектов по изготовлению и установке памятных знаков на месте уничтоженных святых мест.
Ильми Аметов скончался ночью 16 августа 2011 года после продолжительной болезни. В церемонии прощания, которая состоялась на следующий день в главной мечети Симферополь Кебир Джами, приняли участие председатель меджлиса Мустафа Джемилев, депутаты Верховной рады Крыма Рефат Чубаров и Леонид Пилунский, представители органов власти Крыма, и другие общественные и политические деятели.
В 2016 году посмертно награждён знаком «За заслуги перед крымскотатарским народом» Землячества крымских татар.

## Произведения
Всего в Крыму установлено более тридцати его памятных знаков.

Памятные знаки жертвам депортации

- в г. Судак (1994).
- в с. Межводное (2007).

Памятник Сеит оглу Сейдамету
Памятник Сеит оглу Сейдамету в с. Дачное
Бюст Петра Григоренко
Аметов является соавтором памятника диссиденту Петру Григоренко, советскому генералу, который установлен 17 мая 1999 на Советской площади в г. Симферополь.
Памятники жертвам Великой Отечественной войны

- в с. Солнечная Долина — открыт 4 мая 2010.
- в с. Щебетовка.

Стелы с названиями сел
Стелы на въездах в села со старыми названиями:
- с. Междуречье (крымскотат. Ay Serez),
- с. Дачное (крымскотат. Taraq Taş),
- с. Богатовка (крымскотат. Tokluq),
- с. Громовка (крымскотат. Şelen),
- с. Журавки (крымскотат. Bayraç),
- с. Приветное (крымскотат. Üsküt),
- с. Лесниково (крымскотат. Stilâ).

Памятные знаки на местах разрушенных святых мест
В 2004—2006 годах совместно с ассоциацией «Маарифчи» («Просвитянин») установил памятные знаки («дюрбе-таш») на местах разрушенных мусульманских святых мест — азизов: Бай-Кият, Тувака, Кыргыз-Казак, Кырк-Азиз (в селе Кирк-Чолпан), а также установил «дюрбе-таш» в дар жителям сел Щебетовка (крымскотат. Отуз) и Изобильное (крымскотат. Корьбекуль).

Каменный крест
Каменный крест на здании собора Владимира и Ольги УПЦ КП в Симферополе (2000).
Памятник штабс-капитану И. Даирскому
Памятник штабс капитану Ильясу Девлету Даирскому, который героически погиб в годы Русско-японской войны 1904—1905 рр. Установлен на о. Сахалин в 2005 году.
Фонтан
Фонтан у источника Дарлик-Кешме в с. Междуречье (2009).

## Фотографии

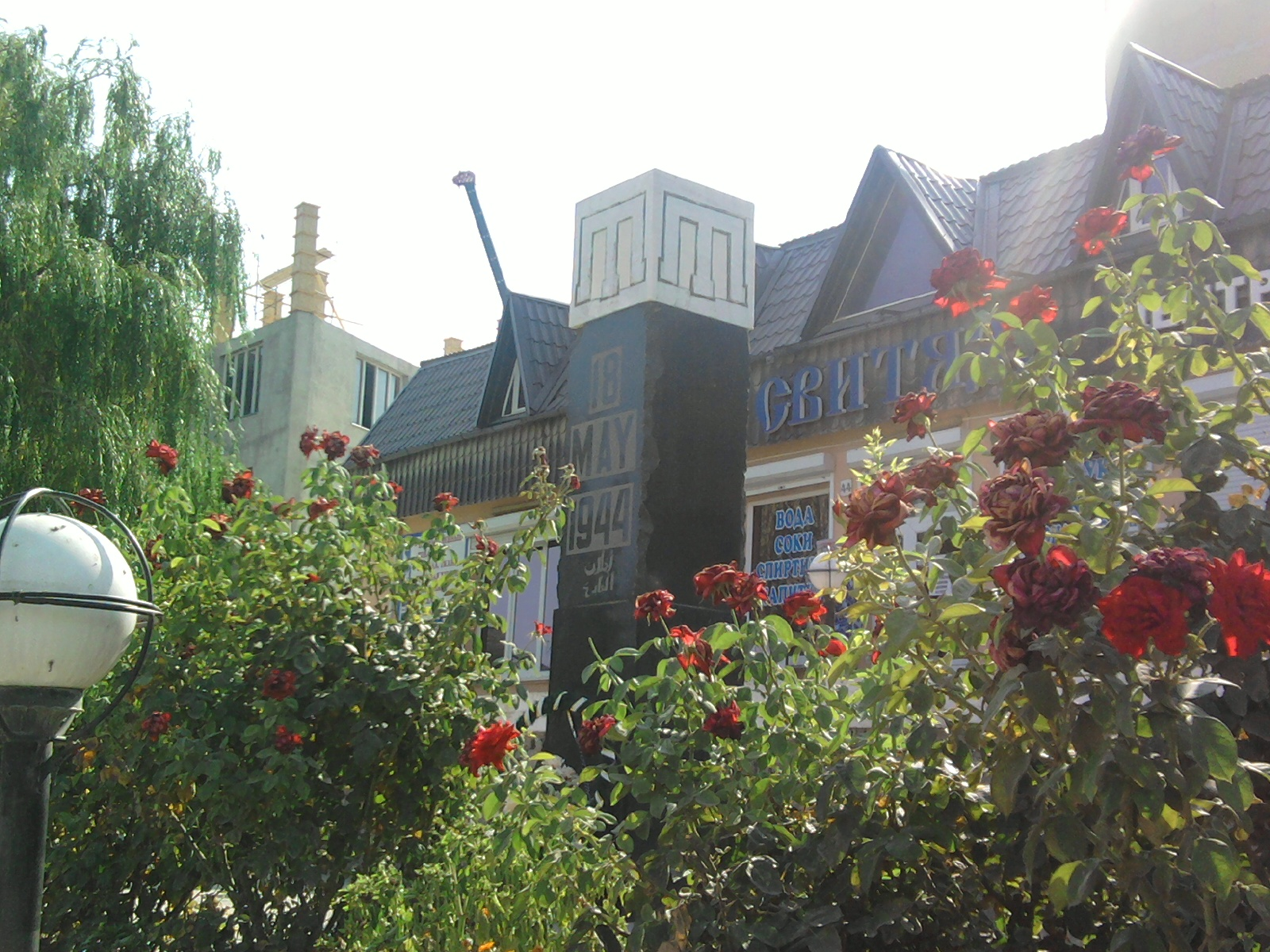
Монумент в Судаке
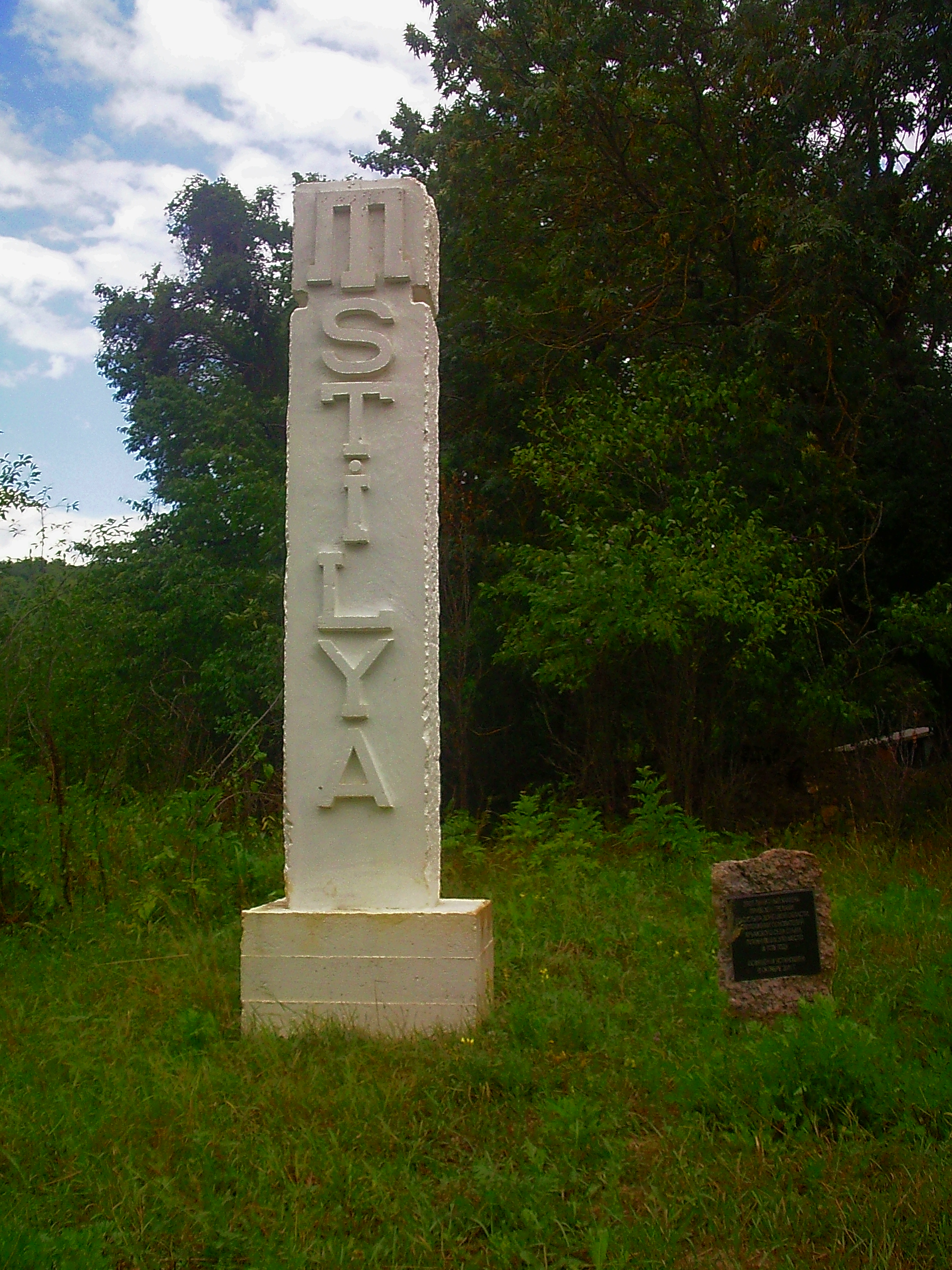
Стела в с. Лесниково